# یورگ اشمیت
یورگ اشمیت (آلمانی: Jörg Schmidt؛ زادهٔ ۱۶ فوریهٔ ۱۹۶۱) قایقران کانو اهل آلمان بود.